# Johann Jacob Hermannus
Johann(es) Jacob Hermann(us) (Hermanni) (* um 1553 in Straßburg; † 14. Mai 1630 in Dillenburg) war ein reformierter Geistlicher.
Hermannus besuchte das Gymnasium und die Universität in Straßburg. 1575 Kantor in Lohr/Mainz, 1576/77 Pfarradjunkt in Katzweiler/Pfalz, 1578 bis 1582 Lehrer und Diakon in Kandel/Pfalz, dann Hofprediger in Durlach. Seit 1604 Hofprediger in Dillenburg, von wo er 1605 in der Grafschaft Sayn als Generalvisitator für die Einführung des reformierten Bekenntnisses wirkte. Zugleich ab 1608 Inspektor und ab 1609 Professor für Theologie und Geschichte an der Hohen Schule in Herborn. Als am Hof beliebter Kanzelredner hielt Hermannus am 28. Oktober 1606 dem Grafen Johann VI. in der Dillenburger Kirche die Leichenrede. Auch nach seiner Versetzung an die Herborner Stadtkirche und Übernahme der Professorenstelle versah Hermannus über lange Jahre weiterhin das Amt des Dillenburger Hofpredigers. Hermannus erblindete 1617 völlig. Bei Hermannus disputierte 1620 Johann Bernhard Gottsleben.
Hermannus war in erster Ehe verheiratet mit Anna …, in zweiter Ehe mit Barbara Textor (gest. 1603; verwitwete Bernhard Textor).